# Mét khối
Mét khối (ký hiệu m³) là đơn vị có gốc từ Hệ thống đơn vị quốc tế (SI) để chỉ thể tích. Nó là thể tích của vật khối nào đó với các cạnh được đo bằng đơn vị mét

## Quy chuyển
1 mét khối tương đương với:
- 1.000 lít
- ~35.5 foot khối (hon); 1 foot khối = 0,028 316 846 592 m³ (chính xác)
- ~1.34 yard khối (thap); 1 yard khối = 0,764 554 857 984 m³ (chính xác)
- ~6.23thùng dầu (xap xi); 1 barrel = 0,158 987 294 928 m³ (chính xác)

Một mét khối nước tinh khiết ở nhiệt độ mật độ tối đa (3,98 °C) và ở tiêu chuẩn áp suất khí quyển (101,325 kPa) có một khối lượng 1000 kg hay 1tấn. Ở 0 °C, điểm đóng băng của nước, nó hơi nhẹ hơn, 999,97 nó được viết tắt thành m3, m^3 hay m**3 Thuong khi các số mũ hay các kiểu viết gộp vào không dùng được (ví dụ ở một số tài liệu đánh máy và bưu điện ở các nhóm tin Usenet).

## Bội số và ước số
- Một đềximét khối (dm³) là thể tích của một khối lập phương với chiều dài mỗi cạnh là 1 đềximét (0.1 mét).
  - Một đềximét khối hiện nay tương đương với 1 lít. Xem 1 E-3 m³ để so sánh với các thể tích khác.
    - Từ 1901 đến 1964 lít được định nghĩa là một thể thích của 1 kilôgam nước tinh khiết ở 4 độ C và 760 millimét thủy ngân áp suất. Ở thời gian này, một lít là khoảng 1.000028 dm³. Năm 1964 định nghĩa nguyên thủy được đổi thành.
- Một xentimét khối (cm³) tương đương với thể tích một khối với chiều dài cạnh là 1 xentimét. Nó dựa trên khối lượng của các đơn vị của hệ CGS, và là một đơn vị Hệ đo lường quốc tế chính thống. Nó tương đương một mililít (mL).
  - Cách viết tắt thông thường là cc và ccm không phải theo kiểu hệ đo lường quốc tế mà là cách viết thông tục ở một số hoàn cảnh. Nó là cách viết tắt cho "centimét khối". Ví dụ 'cc' thường được dùng để biểu thị thể tích động cơ của ô tô và xe máy "chiếc xe Mini Cooper có dung tích động cơ 1275 cc". Trong y tế, 'cc' cũng thường được dùng, ví dụ "mất 100 cc máu".
- Một millimét khối (mm³) là thể tích của một khối với các cạnh là 1 milimét
- Một kilômét khối (km³) là thể tích tương đương với một khối lập phương mỗi chiều dài 1 kilômét.